# Monemvasia
Monemvasia, (græsk: Μονεμβασία) kaldt Malvasia af frankerne, er en velkendt fæstning med en gammel by, beliggende på en smal odde på den østlige side af Peloponnes i Grækenland. Halvøen er koblet til fastlandet med en landtange på bare 200 meter. Ruinerne består af gamle forsvarsanlægninger og mange byzantinske kirker. Byens navn kommer af to græske ord: mone og emvasia, som betyder 'en indgang'.
De fleste gader er smalle og derfor kun indrettede som gågader. Fra klippen ser man ud over bugten Palaia Monemvasia som ligger nord for byen. Monemvasias øgenavn er i øvrigt Østens Gibraltar.